# Alexandr Kulaguin
Alexandr Kulaguin –en ruso, Александр Кулагин– (29 de junio de 1954) es un deportista soviético que compitió en remo.
Participó en los Juegos Olímpicos de Moscú 1980, obteniendo una medalla de plata en la prueba de cuatro sin timonel. Ganó cuatro medallas en el Campeonato Mundial de Remo entre los años 1977 y 1983.

## Palmarés internacional
| Juegos Olímpicos   | Juegos Olímpicos         | Juegos Olímpicos | Juegos Olímpicos   |
| Año                | Lugar                    | Medalla          | Prueba             |
| ------------------ | ------------------------ | ---------------- | ------------------ |
| 1980               | Moscú (URSS)             | Medalla de plata | Cuatro sin timonel |
| Campeonato Mundial |                          |                  |                    |
| Año                | Lugar                    | Medalla          | Prueba             |
| 1977               | Ámsterdam (Países Bajos) | Medalla de oro   | Dos sin timonel    |
| 1981               | Múnich (RFA)             | Medalla de oro   | Cuatro sin timonel |
| 1982               | Lucerna (Suiza)          | Medalla de plata | Cuatro sin timonel |
| 1983               | Duisburgo (RFA)          | Medalla de plata | Cuatro sin timonel |